# Désiré François Laugée
Désiré François Laugée, né le 25 janvier 1823 à Maromme et mort le 24 janvier 1896 à Paris, est un peintre naturaliste, historique, religieux et un poète français.

## Biographie

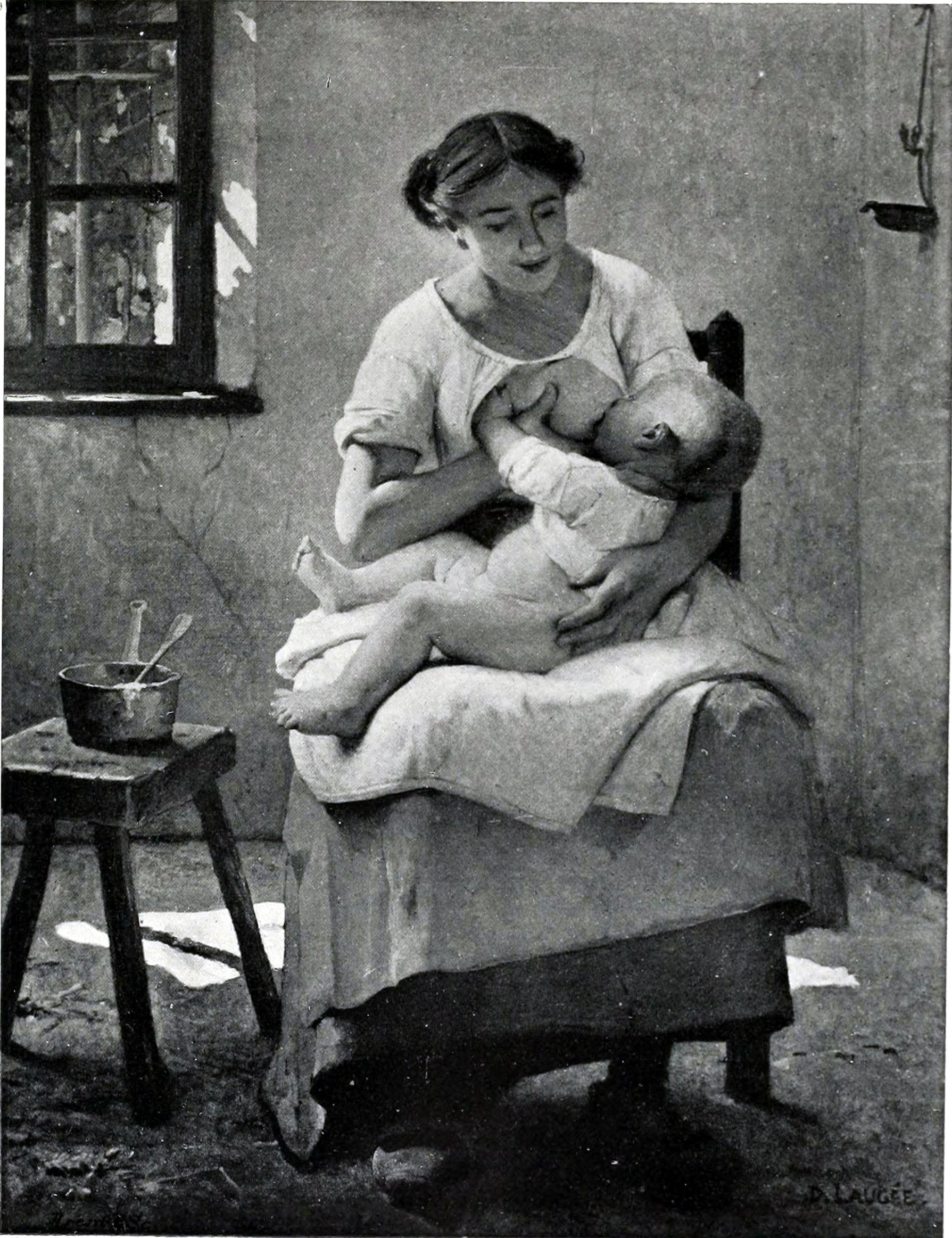
Jeune mère, Salon de 1888.

Laugée entre très tôt à l'école de dessin Quentin De La Tour de Saint-Quentin, dans l'Aisne.Il y suit les cours de Louis Nicolas Lemasle.
Puis, il entre à l'École des beaux-arts de Paris et devient l'élève de François-Édouard Picot, Laugée est un ami d'Alexandre Dumas, de Victor Hugo et du peintre Jean-Baptiste Malézieux, dont il avait épousé la sœur, Marie Célestine, en 1850. Les familles Laugée et Malézieux qui sont liées par plusieurs mariages ont donné naissance à toute une dynastie d'artistes, dont Georges Laugée (1853-1937), Julien Dupré (1851-1910) et Thérèse Cotard-Dupré (1877-1920).
En 1865, il est nommé chevalier de la Légion d'honneur.
Dans les années 1870, Laugée achète une maison à Nauroy, le berceau de sa belle famille Malézieux. Laugée est alors appelé le Maître de Nauroy (et non le maire de Nauroy, ne figurant pas sur la liste des maires de ce village).
Il meurt à Paris  (16e arrondissement) le 24 janvier 1896 et est inhumé dans le caveau familial au cimetière de Passy (1re division).

## Distinctions
- Chevalier de la Légion d'honneur (décret du 12 août 1865)[4].

## Œuvre
Il laisse une œuvre importante de dessins, tableaux mais aussi de fresques et plafonds peints  Il excelle à la fois dans le genre historique (le siège de Saint-Quentin de 1557, la mort de David Rizzio, la question), dans la peinture religieuse (ses fresques sur le baptême de Clovis, sur Saint-Denis, et ses tableaux pour la chapelle de l'église Saint-Pierre-du-Gros-Caillou à Paris en 1866), et dans le mouvement naturaliste de l'école de Barbizon, avec une profusion de sujets campagnards dépeignant la vie paysanne. 
Il participe à chaque édition du Salon de Paris de 1845 à sa mort, en 1896. Laugée a obtenu une 3e médaille en 1850, une 2e en 1855, un rappel en 1859, une 1re médaille en 1861 et un rappel en 1863. Il expose également dans plusieurs Expositions Internationales.
Il peint également de nombreux portraits (Henri Martin et Victor Hugo à plusieurs reprises) et des compositions religieuses dans diverses églises de Paris (la Trinité, Sainte-Clotilde, Saint-Pierre-du-Gros-Caillou) et dans la basilique de Saint-Quentin. Il participe en outre à la décoration de la coupole de la Bourse de Commerce de Paris (composition illustrant la Russie et le Nord) ainsi qu'à la décoration de l'hôtel Continental de Paris et du Palais de Justice de Rouen.
Laugée est présent dans de nombreux musées français et étrangers : Paris, Saint-Quentin, Amiens, Limoges, Troyes, Avignon, Bordeaux, Lille, Digne-les-Bains, Oxford (Royaume-Uni), Rio de Janeiro (Brésil)…